# Filmstúdió

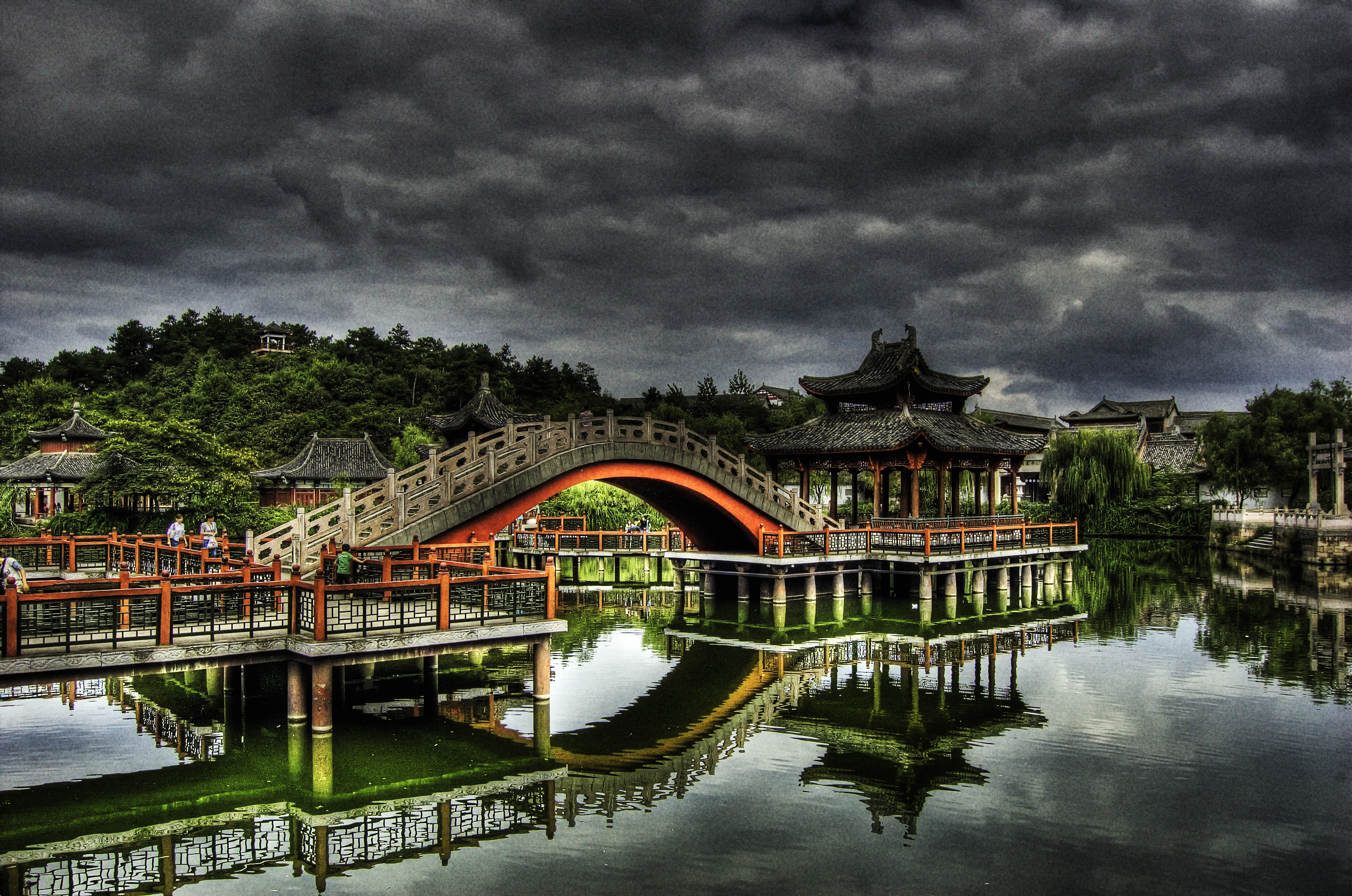
A Hengdian World Studios Kínában a világ legnagyobb filmstúdiója

A filmstúdió olyan nagyméretű műterem, vagy műteremegyüttes, illetve ezeket magába foglaló telephely, amelyben különböző díszletek építhetők fel filmfelvételek számára. Építésekor nagy figyelmet fordítanak a külső zajok elleni védelemre, az akusztika kialakítására, és a mesterséges fényforrások (például hagyományos lámpák, neonlámpák stb.) helyének kiépítésére. A legelső üvegtetős filmstúdiókban a nagyerejű lámpák híján még természetes fény mellett forgattak. A stúdióhoz többnyire csatlakoznak a filmgyártást segítő egyéb létesítmények, az öltözők, sminkszobák, a trükkszobák, díszlet és -ruharaktárak, filmraktárak, az archívum és -nyersanyagraktárak.

## Története
A világ első műtermét, a Black Mariát Thomas Alva Edison építette 1893-ban. A francia ősfilmes Georges Méliès egyike az elsőknek, aki már 1897-ben stúdiót épített saját birtokán fantasztikus trükkfilmjei előállítására. Az 1940-es évekig szinte minden mozifilm stúdióban, műteremben készül – a külső és belső felvételek egyaránt –, hiszen a hangszigetelés miatt a kamerák még túl nagyok, nehezen mozgathatóak, a nyersanyag kevéssé fényérzékeny, erős megvilágításra van szükség. A húszas évek klasszikus dokumentaristái, mint Flaherty, Vertov, Ruttman, majd a negyvenes évek olasz neorealista rendezői, Visconti, Rossellini, voltak az elsők, akik elhagyják a filmstúdiókat, és természetes helyszíneken – az utcán, a köztereken, lakásokban – forgatják filmjeiket (pl. Ruttman, Berlin, egy nagyváros szimfóniája, Visconti Megszállottság, Rossellini Róma, nyílt város), s ez igen felszabadítóan hat a korabeli, főként európai filmkészítésre.
Már a felvevő és vetítőgépek első feltalálói, a Lumière testvérek, illetve Thomas Alva Edison vállalkozást alapítottak találmányukra. Filmstúdióknak azonban inkább azokat a nagy filmvállalatokat nevezzük, amelyek – körülbelül a tízes évektől – nagyipari jelleggel, szériákban, s többnyire bizonyos műfajokra specializálódva gyártották a filmeket. Európában ilyen a Pathé és a Gaumont, vagy a vallásos témájú filmekre szakosodott Rank stúdió.
Az 1920-as évek végére az amerikai filmipar stúdiók rendszerébe szerveződött. A „Big Five” (a nagy ötös) – a Paramount, a MGM, a Fox Film, a Warner Brothers és az RKO – mind saját stúdióval és mozilánccal rendelkeztek. A másik három kisebb cégnek – Universal, Columbia, United Artists – nem voltak filmszínházai.
Az ötösfogat a filmek bevételeinek jelentős hányadára tett szert. Az új filmeket először csak saját mozijaikban vetítették, és a vetítési jogokat csak később adták át a kisebb, független filmszínházaknak. A filmekbe rakott tőke maximális megtérülését a nemzetközi forgalmazás jelentette. A többi ország saját nemzeti piacának egy részét is kénytelen volt átengedni az amerikai filmiparnak.
A klasszikus hollywoodi játékfilm és filmkészítés világszerte követendő példává vált. A nagy gazdasági világválság hatására 1930 és 1934 között csaknem 25%-kal csökkentek a mozik jegybevételei. Bevételpótlásként a mozitulajdonosok ajándéktárgyakat osztogattak a jegyvásárlóknak és büféket nyitottak. A stúdiók létszámleépítést hajtottak végre, a megtartott alkalmazottaknak pedig csökkentették bérét. Ebben a kritikussá vált helyzetben kezdtek egységes szervezetbe tömörülni az alkalmazottak, és létrejöttek a filmipar egyik legbefolyásosabb szakszervezetei, amelyek máig jelentős hatalommal rendelkeznek.
A háború utáni első években a nézők rekordszámra látogatták a mozikat, ami egy rövid időre újra fellendítette a filmipart. A társadalmi és gazdasági változások hatására a stúdiórendszer is hanyatlásnak indult. A televízió elterjedése és az amerikai lakosság tömeges külvárosokba költözése következtében a belvárosi mozik látogatottsága mélyrepülésbe kezdett. A nagy stúdiók filmvetítési jogait 1948-ban az USA Legfelsőbb Bíróságnak a trösztök felszámolásáról szóló ítélete pecsételte meg. A „Paramount-ítélet” kötelezte az ötösfogat tagjait filmszínházaik értékesítésére.
A televízió új lehetőségeket nyitott a stúdiók számára. Bár a hagyományos stúdiórendszer felbomlott, a nagyobb hollywoodi cégek mégis életben maradtak. Filmmegjelenési lehetőségeiket az újonnan felépített bevásárlóközpontokban kialakított mozikban aknázták ki. Káprázatos filmeket mutattak be, amiket a mozikból való kifutásuk után átadtak a televízióknak.
Független alkotóként kezdték kezelni a sztárokat, a rendezőket és a producereket. Az átalakulás egyetlen áldozata az amúgy is betegeskedő RKO Pictures volt. A többi cég a mai napig fennáll.
- 20th Century Fox – A cég William Fox filmszínházbirodalmából, a Fox Film Corporation-ből (alapítva: 1914) és a Twentieth Century Pictures-ből fejlődött ki. A két cég 1933-ban olvadt egybe.
- Columbia Pictures – Az 1919-ben alapított vállalat működésének első három évtizedében a cég elnöke Harry Cohn volt. Neki köszönhetően még a gazdasági világválság idején is nyereségesen működött a Columbia.
- DreamWorks – A céget 1994-ben alapította Steven Spielberg, David Geffen és Jeffrey Katzenberg. Az SKG rövidítés hármójuk nevéből származik.
- Miramax – A céget Harvey és Bob Weinsten alapította 1980-ban. A 90-es évek elején vált sikeres filmforgalmazóvá.
- Metro-Goldwyn-Mayer (MGM) – az MGM a harmincas években Hollywood leghíresebb stúdiója volt.
- New Line Cinema – A Robert Shyne által létrehozott New Line 1967-ben kezdett el tevékenykedni underground filmek független forgalmazójaként
- Orion Pictures – Az Orion Pictures vállalat a Kaszás csillagkép latin nevéről kölcsönözte a nevét, maga a logója is a csillagkép. 1978-ban alapította öt, United Artists-ból kivált vezető.
- Paramount Pictures – A magyar származású Adolf Zukor alapította a Famous Players Film Company átszervezésével.
- Tri-Star Pictures – A CBS Televízió, a Home Box Office (HBO) és a Columbia Pictures hozta létre 1982-ben. Ma a Tri-Star a Sony Pictures Entertainment holding önálló részeként működik Kaliforniában. Korai sikerei között található Alan Parker Madárka, a Nicsak ki beszél és Paul Verhoeven Total Recall – Az emlékmás című mozija, a Hook, A szerelem hullámhosszán és a Cliffhanger – Függő játszma.
- United Artists – Mary Pickford (1892–1979), Douglas Fairbanks (1883–1939), Charles Chaplin és D. W. Griffith (1875–1948) alapította 1919-ben, hogy független gyártású filmjeiket forgalmazhassák.
- Universal Pictures – Carl Laemmle alapította 1912-ben. Los Angeles környékén nyitotta meg a Universal City stúdiótelepét, a világ legnagyobb filmgyártó vállalkozását
- Warner Brothers – 1903-ban kezdték meg működésüket, de csak 1925-ben kezdődött a Warners Stúdió szárnyalása, mikor a cég hajlandó volt kockáztatni a hangosfilm technológiájával.
- RKO Pictures – A Radio–Keith–Orfeum a többi stúdióhoz képest későn, 1928-ban jelent meg, mikor a stúdiók a hangosfilm átállás lázában égtek.